# Oikos (tidsskrift)
 For alternative betydninger, se Oikos. (Se også artikler, som begynder med Oikos)
Oikos er et videnskabeligt tidsskrift der udgives månedvist af Nordisk Forening Oikos. Det omhandler videnskabelig økologi og er udkommet siden 1949.
Oikos er flagskibet i en serie nordiske videnskabelige tidsskrifter: Ecography, Lindbergia, Journal of Avian Biology og monografiserien Ecological Bulletins.
Tidsskriftet Oikos' "impact factor" er ca. 3,5 (2006).

## Eksterne links
- Oikos-redaktionen
- Blackwell publishing Arkiveret 4. oktober 2012 hos  Wayback Machine
- Oikos på JSTOR